# نووکائین (فیلم ۲۰۲۵)
نووکین (انگلیسی: Novocaine) یک فیلم کمدی اکشن آمریکایی محصول ۲۰۲۵ به کارگردانی دن برک و رابرت اولسن و نویسندگی لارس جاکوبسون است. جک کواید در نقش ناتان کین، در کنار امبر میدتاندر، ری نیکلسون، جیکوب باتالون، بتی گابریل و مت والش در این فیلم بازی می‌کنند. داستان آن دربارهٔ کارمند بانکی است که نمی‌تواند احساس درد کند و به نجات همکارش پس از گروگان گرفتن او توسط گروهی از سارقان بانک می‌رود.
این فیلم در ۱۴ مارس ۲۰۲۵ توسط پارامونت پیکچرز در ایالات متحده اکران شد و نقدهای عموماً مثبتی از سوی منتقدان دریافت کرد.
خلاصه داستان: ناتان کین یک درونگرا با اخلاق ملایم با یک اختلال نادر، عدم حساسیت مادرزادی به درد است که باید دوست دختر خود را که در سرقت از بانک گروگان گرفته شده است، نجات دهد.

## شرح داستان
نیتن کین، مردی درون‌گرا و آرام است که از بیماری نادر «بی‌حسی مادرزادی نسبت به درد همراه با نداشتن تعریق» (CIPA) رنج می‌برد و به‌عنوان دستیار مدیر در یک اتحادیهٔ اعتباری در سن‌دیگو کار می‌کند. همکارش، شری مارگریو، به او علاقه‌مند است، اما نیتن به دلیل بیماری‌اش و بی‌تجربگی‌اش در روابط با زنان، تردید دارد. در شبی که با شری به یک بار می‌روند، نیتن با قلدر دوران راهنمایی‌اش روبه‌رو می‌شود که او را «نُووکِین» صدا می‌زند. شری برای انتقام از طرف نیتن، قلدر را فریب می‌دهد تا یک پیک سس تند بنوشد؛ سپس آن دو با هم رابطه برقرار می‌کنند.
صبح روز بعد، در شب کریسمس، یک باند سارق که لباس بابانوئل پوشیده‌اند به رهبری سایمون گرینلی، اتحادیهٔ اعتباری را غارت می‌کنند. سایمون رئیس نیتن، نایجل، را می‌کشد و شری را به گروگان می‌گیرد. نیتن با انگیزه‌ای ناگهانی، یک خودروی پلیس را می‌دزدد تا به تعقیب ماشین حامل شری برود، اما ماشین اشتباهی را دنبال می‌کند و در آشپزخانهٔ یک رستوران با یکی از دزدان، بن کلارک، درگیر می‌شود. در نهایت، نیتن بن را می‌کشد، ولی پیش از آن دستش هنگام بیرون آوردن اسلحهٔ بن از سرخ‌کن عمیق، به شدت می‌سوزد.
نیتن که متوجه خالکوبی روی بدن بن می‌شود، از تنها دوستش، راسکو دیکسون ـ که تاکنون هرگز حضوری با او دیدار نکرده ـ کمک می‌خواهد تا خالکوب‌زن را پیدا کند. او موفق می‌شود زنو، هنرمند خالکوبی را بیابد و از او دربارهٔ نشانی بن بازجویی می‌کند. پس از درگیری، نام خانوادگی بن را به دست می‌آورد و از یکی از همکارانش می‌خواهد با استفاده از مدارک وام، نشانی خانهٔ بن را بیابد. خانهٔ بن پر از تله است و نیتن در یکی از آن‌ها گیر می‌افتد. او با ناامیدی با راسکو تماس می‌گیرد. برادر بن، آندره، وارد خانه می‌شود و شروع به شکنجهٔ نیتن می‌کند. نیتن وانمود می‌کند که درد را احساس می‌کند. راسکو می‌رسد و با هم بر آندره غلبه می‌کنند و او را می‌کشند. مأمور پلیس، مینسی لنگستون و همکارش کولترین دافی وارد خانه می‌شوند و راسکو را که لباس‌هایش را با نیتن عوض کرده، دستگیر می‌کنند.
نیتن شری و سایمون را در تعمیرگاه پیدا می‌کند و متوجه می‌شود که شری، خواهرخواندهٔ سایمون و همدست سرقت است؛ هدف اولیه‌اش اغوای نیتن برای دست یافتن به رمز گاوصندوق بوده، اما به او علاقه‌مند شده (و از این‌که سایمون بدون دلیل رئیسش نایجل را کشته، وحشت کرده است). سایمون با وجود اعتراض‌های شری تلاش می‌کند نیتن را بکشد، اما کولترین از راه می‌رسد و به سایمون شلیک می‌کند. شری و نیتن بازداشت می‌شوند. سایمون متقابلاً کولترین را می‌کشد و مینسی را زخمی می‌کند و با آمبولانسی که نیتن در آن قرار دارد، فرار می‌کند. شری از دست‌بند خود را آزاد می‌کند و آمبولانس را تعقیب می‌کند، در حالی‌که راسکو، مینسی زخمی را به بیمارستان می‌برد.
نیتن پس از به هوش آمدن، خود را از دست‌بند آزاد می‌کند و سایمون را با دستگاه شوک برقی از پا درمی‌آورد، که باعث تصادف آمبولانس می‌شود. سایمون که دیگر طاقتش طاق شده، دست نیتن را می‌شکند. درست زمانی که می‌خواهد شری را بکشد، نیتن به خود آمپول آدرنالین تزریق می‌کند و با فروکردن استخوان بازوی شکسته‌اش در آروارهٔ سایمون، او را می‌کشد و سپس از شدت جراحات بیهوش می‌شود.
وقتی نیتن دو هفته بعد در بیمارستان به هوش می‌آید، می‌فهمد که به‌جای محکومیت طولانی زندان، به شش ماه حبس خانگی و پنج سال آزادی مشروط محکوم شده است، زیرا جان مأمور پلیسی را که برای نجات شری خودرویش را دزدیده بود، نجات داده و راسکو و شری نیز به‌عنوان شاهد شخصیت از او حمایت کرده‌اند.
یک سال بعد، نیتن به ملاقات شری می‌رود که دوران محکومیت کوتاهش برای مشارکت در سرقت رو به پایان است. آن‌ها با هم پای آلبالویی می‌خورند، غذایی که شری در قرار اولشان به او معرفی کرده بود (و نخستین غذای جامدی بود که نیتن پس از مدت‌ها خورده بود). هنگامی که نگهبانان زندان شری را به سلول بازمی‌گردانند، نیتن با لبخند مشغول جویدن است.

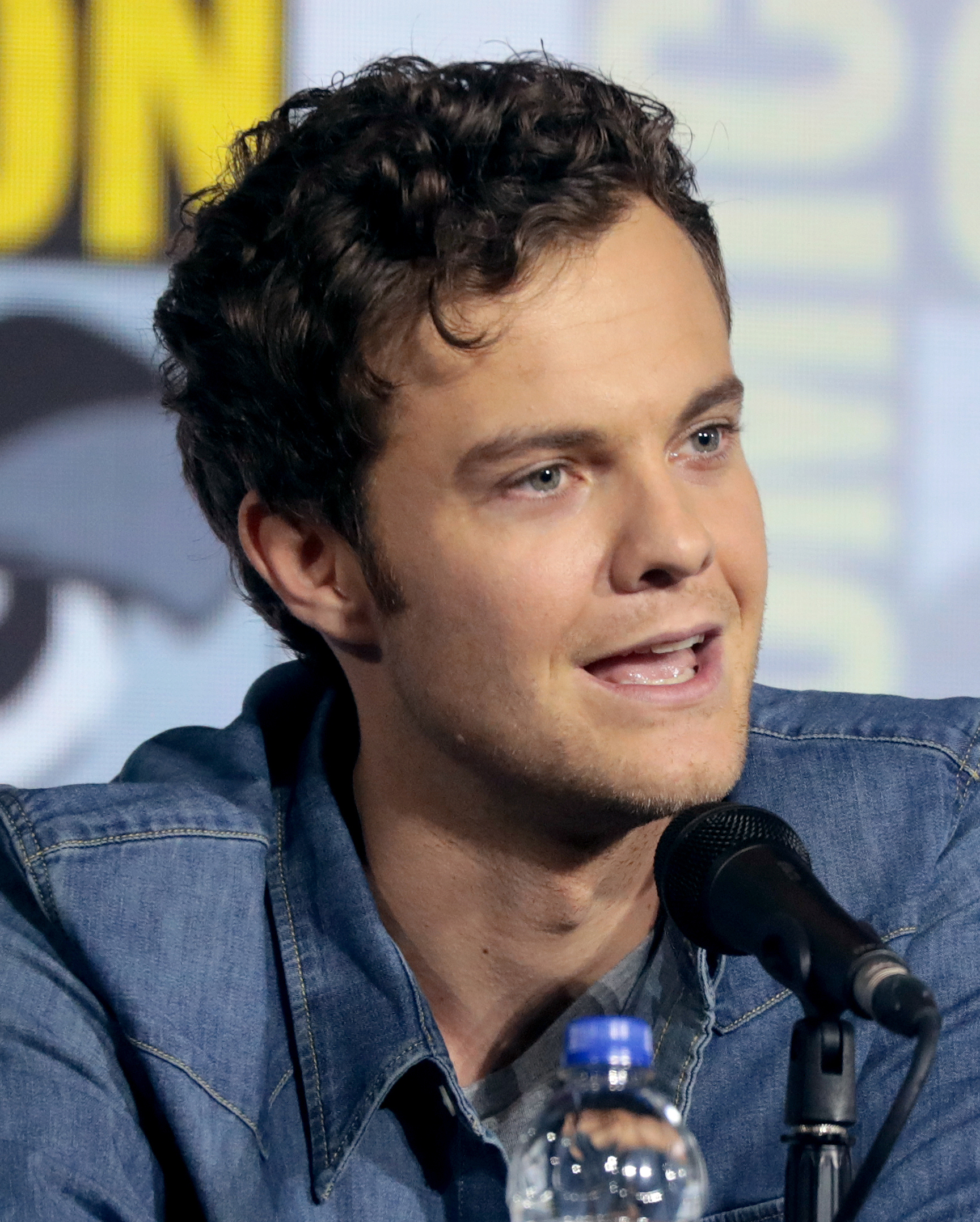
جک کواید در نقش نیتن کین

## بازیگران
- جک کواید
- امبر میدتاندر
- ری نیکلسون
- بتی گابریل
- مت والش
- جیکوب باتالون

## ساخت
فیلمبرداری در ۸ آوریل ۲۰۲۴ در کیپ تاون، آفریقای جنوبی آغاز شد.

## بازخوردها
- در وب‌سایت جمع‌آوری نقد راتن تومیتوز از رای ۱۷۷ نقد منتقد، با میانگین امتیاز ۶.۶ از ۱۰ مثبت هستند.
- در متاکریتیک که از میانگین وزنی استفاده می‌کند، بر اساس رای  ۳۵ منتقد، امتیاز ۶۰ از ۱۰۰ را به فیلم اختصاص داد که نشان دهنده نقدهای "مختلط یا متوسط" است.
- تماشاگران شرکت‌کننده در نظرسنجی سینماسکور به فیلم نمره متوسط "B" را در مقیاس A+ تا F دادند، در حالی که آنهایی که توسط پست‌ترک مورد بررسی قرار گرفتند، ۸۴٪ نمره کلی مثبت به آن دادند و ۵۸٪ گفتند که "قطعاً آن را توصیه می‌کنند".
- تا ۱۵ آوریل ۲۰۱۵، این فیلم ۱۹ میلیون دلار در ایالات متحده و کانادا، و ۱۴ میلیون دلار در سایر مناطق، برای مجموع ۳۳ میلیون دلار در سراسر جهان فروش در سینماها داشت.[۶]